# Chính quyền Lâm thời Afghanistan
Chính quyền Lâm thời Afghanistan là chính quyền đầu tiên của Afghanistan sau sự sụp đổ của chế độ Taliban và là cơ quan có quyền lực cao nhất của đất nước kể từ ngày 22 tháng 12 năm 2001 đến ngày 13 tháng 7 năm 2002.